# Armistice de Malmö
Ne doit pas être confondu avec Traité de Malmö.

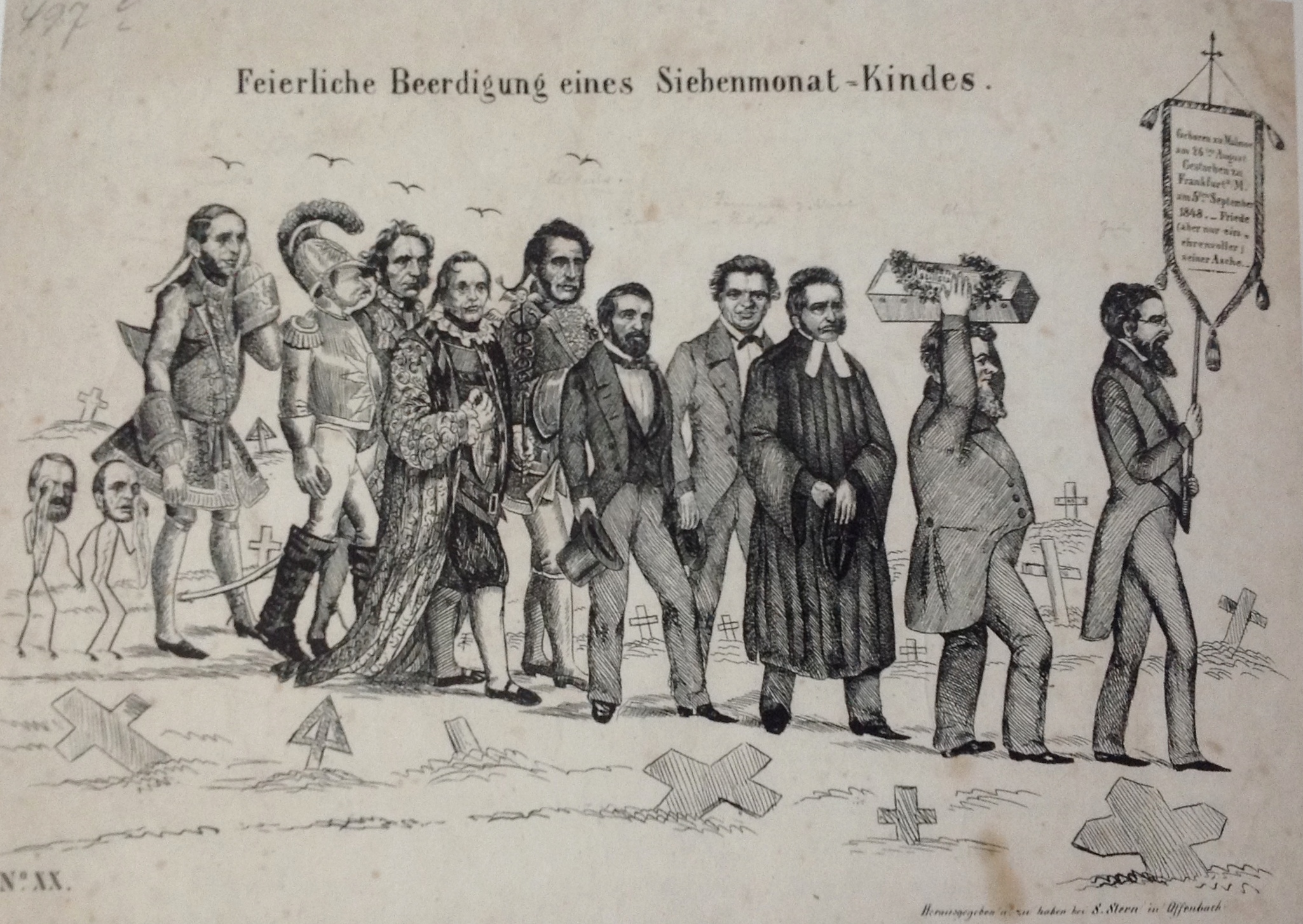
"Funérailles solennelles d'un enfant de sept mois". Caricature sur l’armistice de Malmö. Robert Blum (2e à droite), Friedrich Christoph Dahlmann (3e à droite).

L'armistice de Malmö du 26 août 1848 déclare la fin des combats entre le Danemark et la Prusse dans la première guerre des Duchés qui cherche à régler le différend au sujet des duchés de Holstein et de Schleswig. 
La nouvelle constitution danoise de 1848, promulguée par Frédéric VII de Danemark prévoyait l'annexion du duché de Schleswig. En réaction, la confédération germanique envoie des troupes menées par le général Frédéric von Wrangel dans les duchés.

## Dispositions
Les grandes puissances européennes que sont la Russie, la France et la Grande-Bretagne, forcent la signature du traité de Malmö le 26 août 1848, dans lequel la Suède joue le rôle de médiateur. Il prévoit un cessez-le-feu d'une durée de 7 mois, un retrait des troupes allemandes des duchés et la formation dans les duchés d'un gouvernement constitué conjointement de Danois et de Prussiens sous la surveillance de la Grande-Bretagne et de la Russie.
Le parlement de Francfort, se voyant forcer la main, refuse de ratifier le traité par 238 voix contre 221. Les principaux opposants sont les démocrates de gauche, qui votent unanimement contre. Un second vote a finalement lieu le 16 septembre 1848, et grâce au changement de vote de certains parlementaires, le traité est finalement accepté. Cela provoque des émeutes devant l'église Saint-Paul de Francfort, les partisans de l'unification allemande se sentent en effet trahis de ce recul. Le calme revient finalement grâce à l'intervention des troupes prussiennes et autrichiennes. En d'autres endroits également, le traité provoque des mouvements de mécontentement qui prennent place dans les événements de la révolution de mars.
Le Danemark résilie le traité le 22 février 1849, ce qui ramène les deux camps à la table des négociations, l'armée de la confédération germanique est alors représentée par le général Karl von Prittwitz. La question est finalement réglée temporairement par le traité de Londres de 1852.